# Ivan Aleksandrovič Pyr'ev
Ivan Aleksandrovič Pyr'ev (Kamen'-na-Obi, 4 novembre 1901 – Mosca, 7 febbraio 1968) è stato un regista e sceneggiatore russo.
Ricordato come il "sommo sacerdote del cinema stalinista" e come uno degli uomini più influenti della cinematografia russa, ha vinto sei volte il Premio Stalin (1941, 1942, 1946, 1946, 1948 e 1951) ed è stato direttore degli studi Mosfil'm dal 1954 al 1957.

## Biografia
Nato Ivan Aleksandrovičh Pyr'ev nel Territorio dell'Altaj, collaborò a inizio carriera con Vsevolod Mejerchol'd e Sergej Ėjzenštejn. Debuttò nel teatro sperimentale come attore, poi come assistente e sceneggiatore, prima di debuttare come regista nell'epoca dei film muti, in particolare nel 1929 con Postoronnjaja ženščina (trad. "Strana donna").
Tra il 1930 e il 1940 rivaleggiò con Grigorij Aleksandrov come regista delle migliori commedie musicali. In questi anni lavorò con la moglie Marina Ladynina. Anche durante la seconda guerra mondiale produsse film popolari e spensierati. Verso la fine degli anni '40 i suoi film furono trasmessi sulla televisione nazionale, contribuendo a migliorare lo stile di vita dei russi dopo la guerra.
Nella seconda metà degli anni '50 diresse la Mosfil'm. Dopo la morte di Stalin, divorziò dalla moglie Ladynina e si concentrò sul cinema d'autore. Produsse due adattamenti cinematografici di altrettanti acclamati romanzi di Dostoevskij, ossia L'idiota (1958, interpretato da Jurij Jakovlev) e I fratelli Karamazov (1969). Questo secondo film, che non riuscì a completare a causa della morte e che fu ultimato da Kirill Lavrov e Michail Ul'janov, ricevette una nomination ai Premi Oscar 1970 nella categoria miglior film straniero.

## Vita privata
Suo figlio, avuto dalla prima moglie Marina Ladynina, è il regista Andrej Ladynin. La sua seconda moglie è stata Lionella Pyr'eva.

## Filmografia principale
- 1930 - L'impiegato statale
- 1933 - Konvejer smerti[1][2]
- 1936 - Partijnyj bilet[3][4]
- 1937 - La fidanzata ricca
- 1939 - I trattoristi
- 1940 - Ljubimaja devuška
- 1941 - La guardiana di maiali e il pastore
- 1942 - Sekretar' rajkoma
- 1944 - Alle sei di sera dopo la guerra
- 1948 - La canzone della terra siberiana
- 1949 - I cosacchi del Kuban
- 1954 - Ispytanie vernosti
- 1958 - Idiot
- 1959 - Belye noči
- 1964 - Svet dalёkoj zvezdy
- 1968 - I fratelli Karamazov